# 門真国際映画祭
門真国際映画祭（かどまこくさいえいがさい、英: Kadoma International Film Festival、略称: KIFF）は、日本の大阪府門真市で開催される国際映画祭である。

## 概要
門真国際映画祭は、門真フィルムコミッションが企画運営している映画祭で、世界の作品を公募し、最優秀作品賞や大阪府知事賞、門真市長賞、そして最優秀主演男優賞や最優秀主演女優賞など、個人賞のある映画祭で、映画祭最終日に行われる授賞式に特徴がある
。海外のフィルムフェスティバルと提携しており、門真国際映画祭の入選作は各国のプロデューサーの元に送られ、現地のプロデューサー達に選ばれると、ワシントンD.C.、ヒューストン、ボストン、サンフランシスコといった都市で開催される映画祭で招待作品として上映される
。未来の映画監督を育てるための祭典で、ダンス映像部門や舞台映像部門もあり、映像作品全体のファン開拓と、地域の活性化を目的として運営されている。
また、本映画祭運営事務局代表である奈須崇は、本映画祭の運営を評価され、内閣府が後援する地域活性化事業、ふるさと名品オブ・ザ・イヤーの2018年度「政策奨励賞」を受賞している。
運営事務局のメンバーでもある小宮さえこ氏がデザインをした門真国際映画祭2020の公式ポスターが、「Best Film Festival Poster of 2020」において世界の優秀作品10作に選出され、その後80カ国からの投票の結果、2020年度の全世界の映画祭のポスターの中で、世界一のポスターとして選ばれた。このことを評して同氏は和泉市の市長から賞詞を授与されている。
2021年度からは京阪本線と大阪モノレールの高架下のオープンスペースに「門真市駅高架下シアター」という仮設の野外映画館を設営し、門真国際映画祭の受賞作品や商業映画などの視聴機会を市民に提供している。これは地域における先導的かつ特色のある取り組みとして大阪府の公式サイトでも紹介されている。
J:COM社と業務提携しており、映画祭終了後に「門真国際映画祭セレクション」という特別番組が数日間にわたって週末のゴールデンタイムなどで放送されている
。この特番では日本最大のケーブルテレビ事業者のJ:COMの放送枠で門真国際映画祭の入選作品の中からさらに選出された作品をダイジェストではなく作品をそのまま編集することなく放送される。

## コンペティション
海外作品部門、国内長編映画、中編映画、短編映画のコンペティション部門・ダンス映像コンペティション部門・舞台映像コンペティション部門、観光映像部門などを有する。

## 賞
過去に授受された主な賞には以下のものがある
。
- 最優秀作品賞
- 大阪府知事賞
- 門真市長賞
- 最優秀Adobe賞
- 最優秀J:COM賞
- 最優秀主演男優賞
- 最優秀主演女優賞
- 最優秀助演男優賞
- 最優秀助演女優賞
- 最優秀監督賞
- 最優秀脚本賞
- 最優秀特殊効果賞
- 審査員特別賞

## 後援
- 内閣府[15]
- 大阪府[16]
- 門真市[17]
- 門真市教育委員会[18]